# 丫髻山 (玉环市)
28°12′06″N 121°16′56″E / 28.20158°N 121.28230°E
丫髻山，又称丫髻山公园、丫髻山风景区、大岩头、大山头，位于中华人民共和国浙江省玉环市楚门镇南侧。

## 沿革
丫髻山海拔211米，在古代为海上天然航标，其与西青山形成海中的峡门。元朝至正年间，当地政府筑塘围垦后，曾有楚树（牡荆）丛生，故名楚门。丫髻山留有烽火台遗址。此外附近还有龙王岗头、南山公园、龟山公园等。在丫髻山公园中有杜鹃谷、祈梦谷的崖刻和知青岭、邀月楼、御风廊、听雨亭、洗心潭、憩园、七瀑流音等景点。